# Luxtorpeda
Luxtorpeda (również Lux-Torpeda) – popularne określenie wagonu spalinowego o aerodynamicznych kształtach, stosowanego w szybkich kolejowych połączeniach międzymiastowych w latach 30. XX wieku w Polsce. Popularnie mianem „luxtorpedy” pasażerowie określali również inne dalekobieżne wagony spalinowe eksploatowane przez PKP zarówno przed, jak i po II wojnie światowej.

## Luxtorpeda SAx90080 – SAx90085

### Tło historyczne
Po odzyskaniu przez Polskę niepodległości w 1918 roku tabor tworzonych Polskich Kolei Państwowych stanowiły pojazdy przejęte od zaborców, wśród których znajdował się jeden wagon spalinowy. Eksploatacja tego wagonu pokazała, że jest on znacznie efektywniejszy niż wagony parowe oraz składy klasyczne z parowozem.
Celem zbadania przydatności stosowania wagonów spalinowych w 1933 roku wypożyczono od firmy Austro-Daimler-Puch; a po pomyślnym zakończeniu prób odkupiono wagon spalinowy, określany jako „luxtorpeda” i oznaczony przez PKP SAx 90080.

Na bazie zmodernizowanych przez inżyniera Klemensa Stefana Sieleckiego planów zakupionego wagonu w Fabloku wyprodukowano 5 egzemplarzy „luxtorpedy” o oznaczeniach PKP od SAx 90081 do SAx 90085, wyposażonych w silnik MAN i mających lepsze parametry eksploatacyjne oraz niższą cenę zakupu i eksploatacji niż pierwowzór.
Podobne wagony spalinowe były wprowadzane w latach 30. do obsługi połączeń dalekobieżnych w innych krajach – np. w Niemczech większość dużych miast było połączonych pociągami składającymi się z szybkich wagonów spalinowych – najbardziej znany pociąg Latający Hamburczyk łączył Berlin z Hamburgiem, a Latający Ślązak – Berlin przez Wrocław i Opole z Bytomiem.
Wprowadzana w Polsce „luxtorpeda” miała zdecydowanie luksusowy charakter – o czym świadczyły nie tylko wysokie ceny biletów, nowoczesny kształt wagonów czy wyposażenie wagonów wyłącznie w miejsca pierwszej klasy, lecz również przeznaczenie jej przede wszystkim do obsługi połączeń z modnym Zakopanem.

### Czas przejazdu na trasie Kraków - Zakopane
W roku 1936 jeden z egzemplarzy Luxtorped ustanowił rekord czasu przejazdu na trasie Kraków – Zakopane wynoszący 2 godziny 18 minut. Miało to jednak miejsce podczas specjalnego przejazdu niedostępnego dla pasażerów, porównywanego do bicia rekordu prędkości przez ED250 na Centralnej Magistrali Kolejowej 77 lat później. W rzeczywistości pasażerowie nie mieli możliwości podróżować między tymi miastami w takim czasie - najszybszy rozkładowy czas przejazdu między stolicą Małopolski a Zakopanem wynosił 2 godziny 29 minut i był zawarty jedynie w rozkładzie jazdy na jesień 1936 roku. Rekord rozkładowego czasu przejazdu został wyrównany w 1992 roku przez pociąg Kasprowy.

### Eksploatacja
Wszystkie 6 wagonów do wybuchu II wojny światowej stacjonowało w Krakowie, były to
- 1 wagon Austro-Daimler-Puch z roku 1933 o numerze SAx90080 (austriackie oznaczenie VT63)
- 5 wagonów wyprodukowanych przez Fablok (z silnikami MAN) o numerach SAx90081-SAx90085

Wagony te obsługiwały m.in. najbardziej znaną relację Kraków-Zakopane oraz Kraków-Katowice i Kraków-Krynica. Linie te, wymagające zmiany kierunku jazdy pociągu były szczególnie preferowane dla „luxtorpedy”, której konstrukcja wymagała obecności maszynistów w obu kabinach. W normalnej eksploatacji „luxtorpedy” nie mogły być łączone z innymi wagonami.
Podczas niemieckich bombardowań we wrześniu 1939 zniszczone zostały 4 z 6 „luxtorped” – 2 w Krakowie i 2 w Skarżysku-Kamiennej (w tym: SAx 90080). Dwa niezniszczone wagony były podczas wojny eksploatowane jako specjalne (Sonderzüge) tylko dla Niemców i jeździły na trasach z Krakowa do Zakopanego lub do Krynicy. Obsługiwały także wycieczki specjalnych gości Generalnego Gubernatora.
W roku 1945 wagony przejęte przez armię radziecką wróciły do Krakowa w mocno niekompletnym stanie i nie mogły być wykorzystane w ruchu pasażerskim. Jeden z pociągów służył za magazyn części zamiennych dla drugiego dowożącego pracowników do kopalni Siersza w Trzebini. Około roku 1954 oba zostały pocięte na złom i do dziś nie zachował się żaden egzemplarz.

## Inne dalekobieżne wagony spalinowe
Mianem „luxtorpedy” były popularnie nazywane również inne wagony spalinowe, nawet nie posiadające aerodynamicznych kształtów. Były one wykorzystywane do obsługi szybkich pociągów nazywanych w rozkładzie jazdy „Pociągami Motorowo-Ekspresowymi” i określanymi skrótem MtE. Wagony te zwykle nie miały, jak oryginalna luxtorpeda niskiej, opływowej sylwetki, tylko klasyczne, wysokie pudło.

Wagony te były budowane na podstawie decyzji z 1933 Ministerstwa Komunikacji o zamówieniu dla PKP czteroosiowych wagonów silnikowych o prędkości maksymalnej 140 km/h dla ruchu dalekobieżnego oraz dwuosiowych o prędkości maksymalnej 70 km/h dla ruchu lokalnego. Wkrótce polskie fabryki (HCP, Fablok, Lilpop, Rau i Loewenstein) rozpoczęły produkcję różnych modeli wagonów motorowych, które szybko zostały wprowadzone do eksploatacji.
Posiadane przez PKP wagony spalinowe uległy zniszczeniu i rozproszeniu podczas II w.ś. Wojnę przetrwały jedynie pojedyncze egzemplarze, a do końca XX wieku dotrwał prawdopodobnie tylko jeden – oczekujący na remont w skansenie w Chabówce.

### Eksploatacja

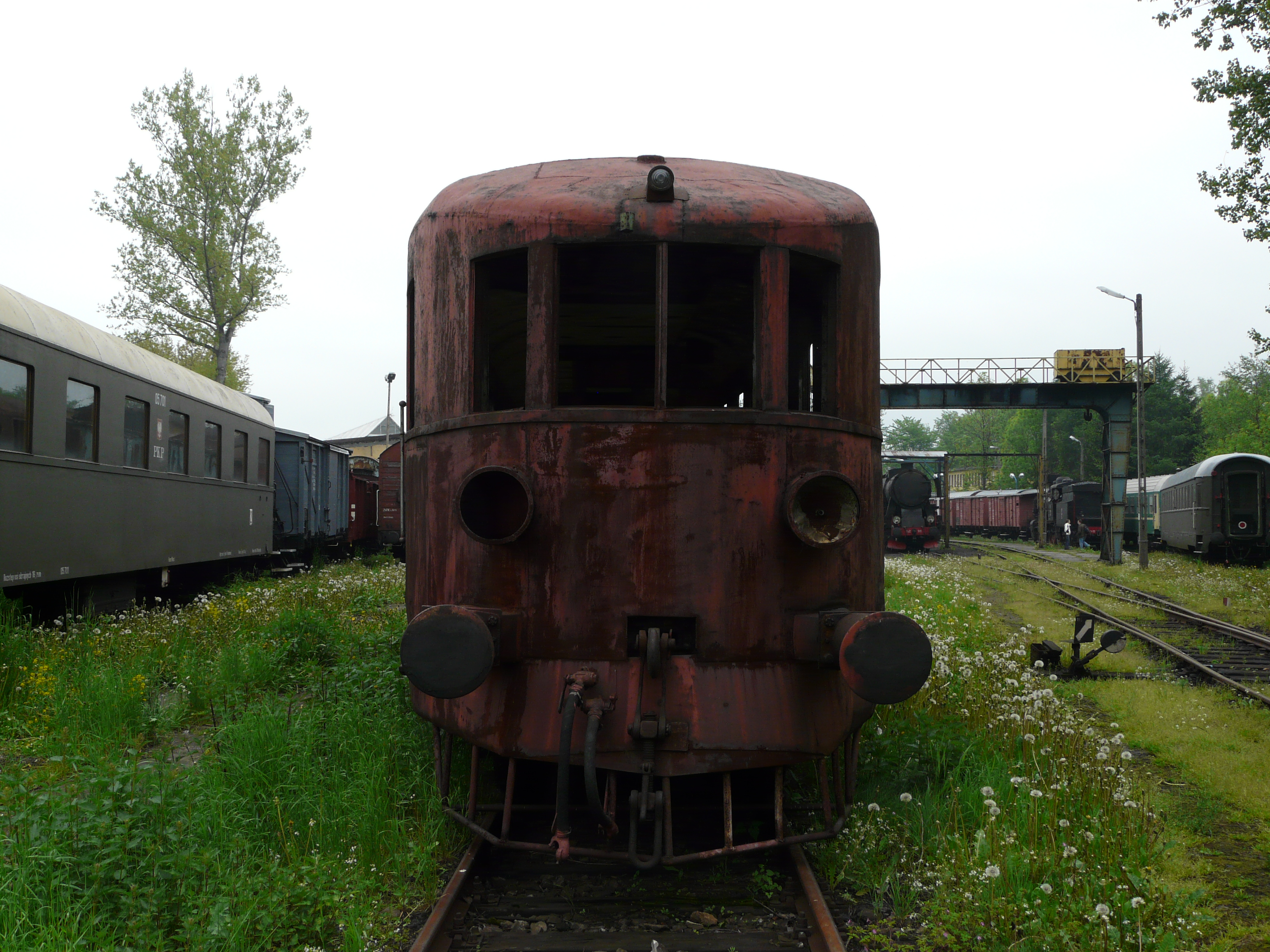
Zachowany w Chabówce wagon SBx 90104

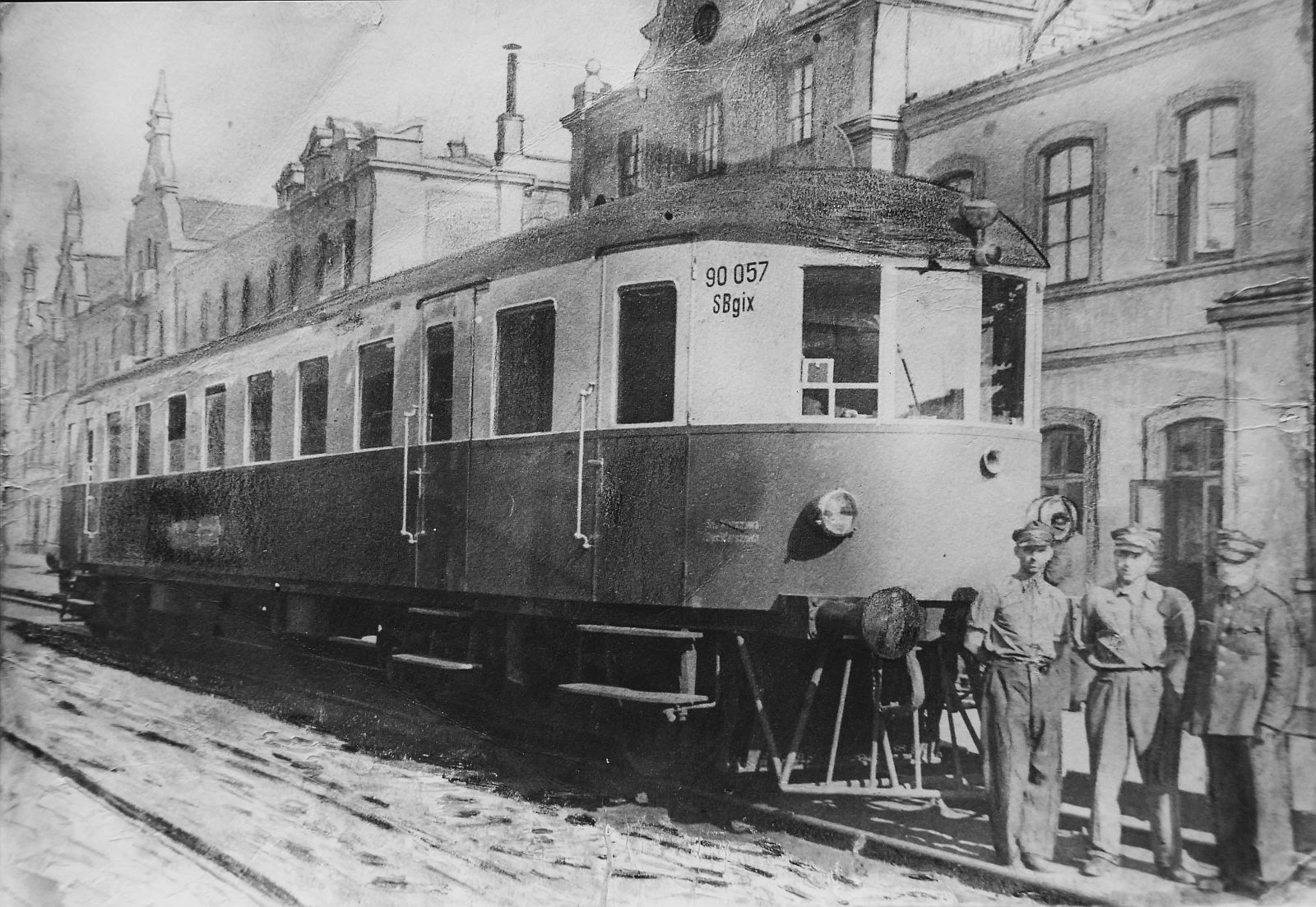
Wagon nr 90057 1935r. Łódź Fabryczna

Oprócz Krakowa wagony spalinowe stacjonowały również m.in. w Warszawie, Lwowie i Skarżysku-Kamiennej (DOKP Kraków).
Co najmniej 15 wagonów stacjonowało w Warszawie, były to:
- dostarczony w 1934 przez HCP – 90057
- dostarczone w 1935 przez HCP – 90058, 90059, 90060, 90065
- dostarczone w 1936 (przez Lilpop, Rau i Loewenstein) – 90087, 90088, 90089, 90090, 90091
- w latach 1938–1939 zakłady HCP miały dostarczyć kolejne 15 wagonów, ale do wybuchu wojny dostarczono pierwszych 2 (lub 5). Od poprzedniej serii różniły się m.in.: mniejszą ilością siedzeń w rzędzie (4 zamiast 5), wyższą szybkością maksymalną (140 km/h) i wyposażeniem w gniazda sterowania ukrotnionego.

Wagony z Warszawy w 1939 obsługiwały m.in. następujące relacje:
- Warszawa – Katowice i Kraków przez Kielce (skład rozdzielany na stacji Tunel)
- Warszawa – Katowice przez Częstochowę
- Warszawa – Łódź,
- Warszawa – Białystok – Suwałki (w sezonie letnim)
- Warszawa – Poznań (od sierpnia 1939)

Następne 5 wagonów, dostarczonych przez HCP w 1936 roku stacjonowało we Lwowie. Wagony „lwowskie” nosiły numery: 90076, 90077, 90078, 90079, 90086 i od „warszawskich” różniły się wyposażeniem w przekładnię hydrauliczną Voith.
Przynajmniej 4 wagony stacjonowały w Skarżysku-Kamiennej – wśród nich wszystkie trzy wagony wyprodukowane w Sanoku przez firmę Zieleniewski Fitzner Gamper (90092 – 90094). Były wykorzystywane do prowadzenia pociągów w relacjach: Skarżysko – Katowice, Skarżysko – Łódź i od 1938 Skarżysko – Rozwadów – Przeworsk.
W Wilnie stacjonowały 11 wagonów motorowych serii SCi (90030, 90066-90075), 3 wagony serii SBCix (90096-90098), a także 5 doczepek serii Ci. Te wagony obsługiwały jak krótkie linie podmiejskie z Wilna do Nowej Wilejki, Jaszun, Łandwarowa, Rudziszek, Zawias, tak i dłuższe do Grodna, Lidy, Królewszczyzny i ostatnie przed granicą ZSRR stacji Zahacie. Wąskotorowe wagony motorowe wykorzystywane w Dyrekcji Wileńskiej z 1938 roku na linii Łyntupy – Kobylnik – Narocz oraz z 1939 roku na linii Dukszty – Druja.

## Dane techniczne
| Luxtorpeda                                     |                          |                                |
|                                                | SAx 90 080               | SAx 90 081...5                 |
| producent                                      | Austro-Daimler           | Fablok                         |
| układ osi                                      | 1A-A1                    | 1A-A1                          |
| rozstaw osi (m)                                | 2,95                     | 3,07                           |
| długość (m)                                    | 22,5                     | 22,5                           |
| szerokość (m)                                  | 2,8                      | 2,817                          |
| wysokość (m)                                   | 2,64                     | 2,638                          |
| masa (t) (służbowa)                            | 19.6                     | 22                             |
| średnica kół (mm)                              | 1030                     | 1030                           |
| liczba miejsc                                  | 56 stałych 18 składanych | 48 lub 52 stałych 4 składanych |
| liczba silników                                | 2 (benzynowe)            | 2 (diesel)                     |
| producent                                      | Puch                     | MAN                            |
| cylindrów                                      | ?                        | 6                              |
| moc silnika (kW)                               | 59                       | 92                             |
| zużycie paliwa (kg/100 km) (na linii poziomej) | ?                        | 15,2                           |
| prędkość konstrukcyjna (km/h)                  | 100                      | 115                            |
| przekładnia                                    | hydrokinetyczna          |                                |
|                                                |                          |                                |
| Uwagi 1. 2.                                    |                          |                                |

Dane techniczne wybranych wagonów spalinowych eksploatowanych przez PKP przed 1939:
| Seria pojazdu PKP            | Producent                     | Rok zakupu / prod. | Napęd                                              | Szybkość max. | DOKP     | Uwagi |
| ---------------------------- | ----------------------------- | ------------------ | -------------------------------------------------- | ------------- | -------- | --- |
| SCix 90003                   | TAG Kiel                      | 1928               | benzyna, 165 KM                                    | 60 km/h       | Kraków   | Dwuosiowy, używany do połączeń lokalnych np. Kraków-Wieliczka                                                               |
| SBx 90007                    | HCP                           | 1936               | Ebermann, 240 KM                                   | 90 km/h       |          | elektryczna przekładnia (diesel-electric) Gebius                                                                            |
| SCgx 90011                   | StEG                          | 1931               | benzyna, 180 KM                                    | 60 km/h       | Kraków   | |
| SCix 90029                   |                               |                    |                                                    |               |          | |
| SC 90030                     | Lilpop, Rau i Loewenstein     | 1934               | Saurer, 100 KM                                     | 70 km/h       |          | 4-biegowa przekładnia Mylius. Dwuosiowy, do połączeń lokalnych                                                              |
| SBCgix 90057 lub SBgix 90057 | HCP                           | 1934               | 2 silniki diesel, Saurer 150 KM każdy              | 120 km/h      | Warszawa | 4-biegowa przekładnia Mylius                                                                                                |
| SBx 90058                    | HCP                           | 1935               | 2 silniki Saurer 150 KM każdy                      | 130 km/h      | Warszawa | 4-biegowa przekładnia Mylius                                                                                                |
| SBx 90059                    | HCP                           | 1935               | 2 silniki Saurer 150 KM każdy                      | 130 km/h      | Warszawa | 4-biegowa przekładnia Mylius                                                                                                |
| SBx 90060                    | HCP                           | 1935               | 2 silniki Saurer 150 KM każdy                      | 130 km/h      | Warszawa | 4-biegowa przekładnia Mylius                                                                                                |
| SAix 90062                   | TAG Kiel                      | 1929               | benzyna, 165 KM                                    | 60 km/h       | Kraków   | w 1937 zainstalowano silnik Diesla – Ebermann o mocy 165 KM. Dwuosiowy, używany do połączeń lokalnych np. Kraków-Wieliczka. |
| SCgx 90063                   | Lilpop, Rau i Loewenstein     | 1934               | 2 silniki diesel, Saurer 150 KM każdy              | 85 km/h       |          | 4-biegowa przekładnia Mylius                                                                                                |
| SCgx 90064 lub BCix 90064    | HCP                           | 1938               | Saurer 300 KM                                      | 90 km/h       |          | Zainstalowano silnik Ebermann 5-biegowa przekładnia Mylius                                                                  |
| SBx 90065                    | HCP                           | 1935               | 2 silniki Saurer 150 KM każdy                      | 130 km/h      | Warszawa | 4-biegowa przekładnia Mylius                                                                                                |
| SCi 90066                    | Lilpop, Rau i Loewenstein     | 1935               | Saurer 100 KM                                      | 75 km/h       |          | 4-biegowa przekładnia Mylius. Dwuosiowy, do połączeń lokalnych                                                              |
| SCi 90067                    | Lilpop, Rau i Loewenstein     | 1935               | Saurer 100 KM                                      | 75 km/h       |          | 4-biegowa przekładnia Mylius. Dwuosiowy, do połączeń lokalnych                                                              |
| SCi 90068                    | Lilpop, Rau i Loewenstein     | 1935               | Saurer 100 KM                                      | 75 km/h       |          | 4-biegowa przekładnia Mylius. Dwuosiowy, do połączeń lokalnych                                                              |
| SCi 90069                    | Lilpop, Rau i Loewenstein     | 1935               | Saurer 100 KM                                      | 75 km/h       |          | 4-biegowa przekładnia Mylius. Dwuosiowy, do połączeń lokalnych                                                              |
| SCi 90070                    | Lilpop, Rau i Loewenstein     | 1935               | Saurer 100 KM                                      | 75 km/h       |          | 4-biegowa przekładnia Mylius. Dwuosiowy, do połączeń lokalnych                                                              |
| SCi 90071                    | Lilpop, Rau i Loewenstein     | 1935               | Saurer 100 KM                                      | 75 km/h       |          | 4-biegowa przekładnia Mylius. Dwuosiowy, do połączeń lokalnych                                                              |
| SCi 90072                    | Lilpop, Rau i Loewenstein     | 1935               | Saurer 100 KM                                      | 75 km/h       |          | 4-biegowa przekładnia Mylius. Dwuosiowy, do połączeń lokalnych                                                              |
| SCi 90073                    | Lilpop, Rau i Loewenstein     | 1935               | Saurer 100 KM                                      | 75 km/h       |          | 4-biegowa przekładnia Mylius. Dwuosiowy, do połączeń lokalnych                                                              |
| SCi 90074                    | Lilpop, Rau i Loewenstein     | 1935               | Saurer 100 KM                                      | 75 km/h       |          | 4-biegowa przekładnia Mylius. Dwuosiowy, do połączeń lokalnych                                                              |
| SCi 90075                    | Lilpop, Rau i Loewenstein     | 1935               | Saurer 100 KM                                      | 75 km/h       |          | 4-biegowa przekładnia Mylius. Dwuosiowy, do połączeń lokalnych                                                              |
| SBx 90076                    | HCP                           | 1935               | 2 silniki diesel Saurer, 150 KM każdy              | 130 km/h      | Lwów     | przekładnia hydrauliczna Voith                                                                                              |
| SBx 90077                    | HCP                           | 1935               | 2 silniki diesel Saurer, 150 KM każdy              | 130 km/h      | Lwów     | przekładnia hydrauliczna Voith                                                                                              |
| SBx 90078                    | HCP                           | 1935               | 2 silniki diesel Saurer, 150 KM każdy              | 130 km/h      | Lwów     | przekładnia hydrauliczna Voith                                                                                              |
| SBx 90079                    | HCP                           | 1935               | 2 silniki diesel Saurer, 150 KM każdy              | 130 km/h      | Lwów     | przekładnia hydrauliczna Voith                                                                                              |
| SAx 90080                    | Austro-Daimler-Puch           | 1933               | 2 silniki benzynowe Mercedes-Benz, 80 KM każdy     | 100 km/h      | Kraków   | oryginalna luxtorpeda |
| SAx 90081                    | Fablok                        | 1935               | 2 silniki diesel MAN, 100 KM każdy                 | 115 km/h      | Kraków   | oryginalna luxtorpeda Hydrauliczna przekładnia Voith                                                                        |
| SAx 90082                    | Fablok                        | 1935               | 2 silniki diesel MAN, 100 KM każdy                 | 115 km/h      | Kraków   | oryginalna luxtorpeda Hydrauliczna przekładnia Voith                                                                        |
| SAx 90083                    | Fablok                        | 1935               | 2 silniki diesel MAN, 100 KM każdy                 | 115 km/h      | Kraków   | oryginalna luxtorpeda Hydrauliczna przekładnia Voith                                                                        |
| SAx 90084                    | Fablok                        | 1935               | 2 silniki diesel MAN, 100 KM każdy                 | 115 km/h      | Kraków   | oryginalna luxtorpeda Hydrauliczna przekładnia Voith                                                                        |
| SAx 90085                    | Fablok                        | 1935               | 2 silniki diesel MAN, 100 KM każdy                 | 115 km/h      | Kraków   | oryginalna luxtorpeda Hydrauliczna przekładnia Voith                                                                        |
| SBx 90086                    | HCP                           | 1935               | 2 silniki diesel Saurer, 150 KM każdy              | 130 km/h      | Lwów     | przekładnia hydrauliczna Voith                                                                                              |
| SBx 90087                    | Lilpop, Rau i Loewenstein     | 1936               | 2 silniki diesel Saurer, 150 KM każdy              | 130 km/h      | Warszawa | 4-biegowa przekładnia Mylius                                                                                                |
| SBx 90088                    | Lilpop, Rau i Loewenstein     | 1936               | 2 silniki diesel Saurer, 150 KM każdy              | 130 km/h      | Warszawa | 4-biegowa przekładnia Mylius                                                                                                |
| SBx 90089                    | Lilpop, Rau i Loewenstein     | 1936               | 2 silniki diesel Saurer, 150 KM każdy              | 130 km/h      | Warszawa | W 1946 rejestrowana na stanie RBD Schwerin (późn. NRD)                                                                      |
| SBx 90090                    | Lilpop, Rau i Loewenstein     | 1936               | 2 silniki diesel Saurer, 150 KM każdy              | 130 km/h      | Warszawa | 4-biegowa przekładnia Mylius                                                                                                |
| SBx 90091                    | Lilpop, Rau i Loewenstein     | 1936               | 2 silniki diesel Saurer, 150 KM każdy              | 130 km/h      | Warszawa | 4-biegowa przekładnia Mylius                                                                                                |
| SCgx 90092                   | Zieleniewski i Fitzner-Gamper | 1936               | Ganz, 220 KM                                       | 95 km/h       |          | hydrauliczna przekładnia Ganz                                                                                               |
| SCgx 90093                   | Zieleniewski i Fitzner-Gamper | 1936               | Ganz, 220 KM                                       | 95 km/h       |          | hydrauliczna przekładnia Ganz                                                                                               |
| SCgx 90094                   | Zieleniewski i Fitzner-Gamper | 1936               | Ganz, 220 KM                                       | 95 km/h       |          | hydrauliczna przekładnia Ganz                                                                                               |
| ESCx 90095                   | Fablok                        | 1936               | 2 silniki ośmiocylindrowe Simmerring, 210 KM każdy | 100 km/h      |          | elektryczna przekładnia (diesel-electric) Gebius                                                                            |
| SBx 90096 lub SBCix 90096    | HCP                           | 1938               | Ebermann, 310 KM                                   | 90 km/h       |          | elektryczna przekładnia (diesel-electric) Gebius, BBC                                                                       |
| SBx 90097 lub SBCix 90097    | HCP                           | 1938               | Ebermann, 310 KM                                   | 90 km/h       |          | elektryczna przekładnia (diesel-electric) Gebius, BBC                                                                       |
| SBx 90098 lub SBCix 90098    | HCP                           | 1938               | Ebermann, 310 KM                                   | 90 km/h       |          | elektryczna przekładnia (diesel-electric) Gebius, BBC                                                                       |
| SBx 90099                    | HCP                           | 1939               | 2 silniki diesel Saurer, 175 KM każdy              | 140 km/h      |          | 4-biegowa przekładnia Mylius                                                                                                |
| SBx 90100                    | HCP                           | 1939               | 2 silniki diesel Saurer, 175 KM każdy              | 140 km/h      |          | 4-biegowa przekładnia Mylius                                                                                                |
| SBx 90101                    | HCP                           | 1939               | 2 silniki diesel Saurer, 175 KM każdy              | 140 km/h      | Warszawa | 4-biegowa przekładnia Mylius                                                                                                |
| SBx 90102                    | HCP                           | 1939               | 2 silniki diesel Saurer, 175 KM każdy              | 140 km/h      | Warszawa | 4-biegowa przekładnia Mylius                                                                                                |
| SBx 90103                    | HCP                           | 1939               | 2 silniki diesel Saurer, 175 KM każdy              | 140 km/h      | Warszawa | 4-biegowa przekładnia Mylius                                                                                                |
| SBx 90104                    | HCP                           | 1939               | 2 silniki diesel Saurer, 175 KM każdy              | 140 km/h      |          | Zachowana w Chabówce 4-biegowa przekładnia Mylius                                                                           |

Uwaga: do roku 1936 można spotkać oznakowanie SBix. Po zaprzestaniu produkcji boczniaków wycofano z oznaczeń literę „i” oznaczającą wagon z korytarzem. SBCgix 90057 fabrycznie została wyposażona w przedziały 2 i 3 klasy, stąd litery B i C. Po włączeniu do eksploatacji przebudowano ją wyposażając w przedziały 2 klasy (późniejsza pierwsza). Dlatego zniknęła litera „C”.

## Rozkłady jazdy
„Luxtorpeda” weszła do masowej świadomości jako symbol szybkiego i komfortowego połączenia kolejowego. W poniższym zestawieniu znajduje się kilka przykładowych rozkładów jazdy połączeń obsługiwanych przez wagony spalinowe przed 1939:

### Warszawa–Poznań
| km  | Stacja          | Godzina odjazdu kierunek Poznań | Godzina odjazdu kierunek Warszawa Gł. |
| --- | --------------- | ------------------------------- | ------------------------------------- |
| 0   | Warszawa Główna | 18:44                           | 10:34                                 |
| 127 | Kutno           | 20:11                           | 09:07                                 |
| 176 | Koło            | 20:46                           | 08:32                                 |
| 205 | Konin           | 21:07                           | 08:11                                 |
| 256 | Września        | 21:42                           | 07:37                                 |
| 304 | Poznań          | 22:17                           | 07:00                                 |

Czas przejazdu zaplanowano na 3 godz. 34 min, prędkość handlowa ok. 87 km/h, pociąg oznaczony był w rozkładzie jazdy adnotacją „kursuje po ogłoszeniu” – jednak wybuch wojny przekreślił plany i pociąg planowo nie ruszył na tej trasie. Dla porównania – czas przejazdu w 2015 pociągiem Intercity wynosi 2 godz. 26 min, a prędkość handlowa ok. 124 km/h.

### Łódź–Warszawa
| km  | Stacja       | Godzina odjazdu | Godzina odjazdu | Godzina odjazdu |
| --- | ------------ | --------------- | --------------- | --------------- |
| 0   | Łódź Fabr.   | 07:30           | 07:38           | 16:26           |
| 131 | Warszawa Gł. | 08:58           | 09:06           | 17:54           |

Czas przejazdu ok. 1 godz. 30 min, prędkość handlowa ok. 87 km/h. Dla porównania – prędkość handlowa pociągu Warszawa-Łódź w 2010 wynosi ok. 96 km/h, jednakże czas przejazdu we wrześniu 2012 wynosił 1 godz 40 min. W lutym 2017 r. najkrótszy czas przejazdu wynosił 1 godz 15 min. (IC Łodzianin).

### Lwów–Nowy Sącz–Krynica–Zakopane
| km                 | Stacja          | Godzina odjazdu kierunek Nowy Sącz/Krynica/Zakopane | Godzina odjazdu kierunek Lwów |
| ------------------ | --------------- | --------------------------------------------------- | ----------------------------- |
| 0                  | Lwów            | 07:18                                               | 19:53                         |
| 78                 | Sambor          | 08:35-09:00                                         | 18:17-18:29                   |
| 108                | Chyrów          | 09:32-09:39                                         | 17:33-17:44                   |
| 171                | Nowy Zagórz     | 10:52-10:59                                         | 16:01-16:12                   |
| 216                | Krosno          | 12:04-12:36                                         | 14:23-14:55                   |
| 264                | Zagórzany       | 13:10                                               | 13:46                         |
| 274                | Wola Łużańska   | 13:26                                               | 13:25                         |
| 284                | Stróże          | 13:42-13:49                                         | 12:48-13:01                   |
| 315                | Nowy Sącz       | 14:31                                               | 12:05                         |
| Kurs do Krynicy    |                 |                                                     |                               |
| 315                | Nowy Sącz       | 14:37                                               | 11:50                         |
| 321                | Stary Sącz      | 14:47                                               | 11:41                         |
| 339                | Piwniczna       | 15:11                                               | 11:16                         |
| 354                | Żegiestów Zdrój | 15:31                                               | 10:50                         |
| 365                | Muszyna         | 15:43-15:46                                         | 10:25-10:37                   |
| 375                | Krynica         | 16:13                                               | 10:12                         |
| Kurs do Zakopanego |                 |                                                     |                               |
| 315                | Nowy Sącz       | 14:51                                               | 11:41                         |
| 345                | Limanowa        | 15:43                                               | 10:56                         |
| 390                | Rabka Zdrój     | 16:58                                               | 09:39                         |
| 392                | Chabówka        | 17:02-17:06                                         | 09:20-09:34                   |
| 414                | Nowy Targ       | 17:50                                               | 08:45                         |
| 435                | Zakopane        | 18:32                                               | 08:05                         |

Czas przejazdu Lwów – Zakopane ok. 11 godz. 15 min, prędkość handlowa ok. 40 km/h. Czas przejazdu Lwów – Krynica ok. 9 godz., prędkość handlowa ok. 41 km/h.
Odcinek Chabówka – Zakopane był pokonywany w ok. 1 godz. 20 min, prędkość handlowa ok. 33 km/h. Dla porównania w 2010 ta sama odległość jest pokonywana w 50-60 min, czyli z prędkością handlową ok. 43–54 km/h.

### Lwów–Borysław
| km  | Stacja    | Godzina odjazdu kierunek Borysław | Godzina odjazdu kierunek Borysław | Godzina odjazdu kierunek Lwów |
| --- | --------- | --------------------------------- | --------------------------------- | ----------------------------- |
| 0   | Lwów      | 20:25                             | 23:30                             | 08:19                         |
|     | Stryj     | 21:34-21:36                       | 00:28-00:30                       | 07:13-07:15                   |
|     | Drohobycz | 21:58-22:00                       | 00:51                             | 06:50-06:52                   |
| 113 | Borysław  | 22:11                             | 01:02                             | 06:40                         |

Czas przejazdu ok. 1 godz. 30 min. Prędkość handlowa ok. 75 km/h.

### Lwów–Kołomyja
| km  | Stacja      | Godzina odjazdu kierunek Kołomyja | Godzina odjazdu kierunek Lwów |
| --- | ----------- | --------------------------------- | ----------------------------- |
| 0   | Lwów        | 19:18                             | 08:00                         |
|     | Chodorów    | 19:58                             | 07:19                         |
|     | Halicz      | 20:29                             | 06:48                         |
|     | Stanisławów | 20:50                             | 06:29                         |
| 195 | Kołomyja    | 21:26                             | 05:53                         |

Czas przejazdu ok. 2 godz. 10 min. Prędkość handlowa ok. 93 km/h.

### Lwów–Tarnopol
| km  | Stacja   | Godzina odjazdu kierunek Tarnopol | Godzina odjazdu kierunek Tarnopol | Godzina odjazdu kierunek Lwów | Godzina odjazdu kierunek Lwów |
| --- | -------- | --------------------------------- | --------------------------------- | ----------------------------- | ----------------------------- |
| 0   | Lwów     | 07:28                             | 18:20                             | 09:29                         | 22:58                         |
|     | Krasne   | –                                 | 18:59                             | 08:50                         | –                             |
|     | Złoczów  | 08:33                             | 19:21                             | 08:31                         | 22:01                         |
| 140 | Tarnopol | 09:24                             | 20:13                             | 07:42                         | 21:06                         |

Czas przejazdu ok. 1 godz. 50 min. Prędkość handlowa ok. 78 km/h.

### Tarnopol–Zaleszczyki
| km  | Stacja      | Godzina odjazdu kierunek Zaleszczyki | Godzina odjazdu kierunek Zaleszczyki | Godzina odjazdu kierunek Tarnopol | Godzina odjazdu kierunek Tarnopol |
| --- | ----------- | ------------------------------------ | ------------------------------------ | --------------------------------- | --------------------------------- |
| 0   | Tarnopol    | 9:25                                 | 20:20                                | 21:05                             | 07:41                             |
|     | Kopyczyńce  | 10:30                                | 21:33                                | 19:40                             | 06:16                             |
|     | Czortków    | 10:52                                | 21:53                                | 19:16                             | 05:55                             |
| 146 | Zaleszczyki | 11:56                                | 22:50                                | 18:12                             | 04:54                             |

Czas przejazdu ok. 2 godz. 30 min. Prędkość handlowa ok. 58 km/h.